# Hopfner (cognome)
Hopfner è un cognome tedesco, variante del cognome Höpfner. Ricorre prevalentemente in Baviera nella variante Hopfner.

## Significato
Nel Medioevo, gli Hopfner lavoravano come coltivatori o commercianti di luppolo, o avevano qualcosa a che fare col luppolo.

## Persone

### Hopfner
- Karl Hopfner (1952), dirigente sportivo tedesco

### Hoepffner
- Ernest Hoepffner (1879-1956), romanista francese

- Marta Hoepffner (1912-2000), fotografa tedesca

### Hopff
Heinrich Hopff (1896-1977), chimico tedesco e professore universitario

### Hopfer
- Bartholomäus Hopfer (1628 – 1699), pittore tedesco
- Daniel Hopfer (1470-1536), artista tedesco

- Hieronymus Hopfer (intorno al 1500, dopo il 1550), incisore tedesco

- Wolfgang Hopfer (1975), calciatore austriaco

### Höpfner
- Matthias Höpfner (1975) - bobbista tedesco